# Djougou
Djougou è una città situata nel dipartimento di Donga nello Stato del Benin con 207 926 abitanti (stima 2006).